# 乳頭糞線虫
乳頭糞線虫（にゅうとうふんせんちゅう、学名：Strongyloides papillosus）は、ウシ、ヒツジ、ヤギ、ウサギの小腸に寄生する線虫の1種。経皮感染が主であり、体長は4.5-6.0mm、小腸に寄生する成虫は雌のみである。子牛の濃厚感染例では突然死を起こすことがある（突然死型乳頭糞線虫症）。